# Vana-Saaluse
Vana-Saaluse – wieś w Estonii, w prowincji Võru, w gminie Vastseliina.